# Tokushima
Tokushima (徳島市 Tokushima-shi) er en by i Japan.
Tokushima ligger i Regionen Shikoku på den østligste del af øen Shikoku ved udmundingen af floden Yoshino. Byen har 254.510(2020) indbyggere og er hovedby i præfekturet Tokushima.